# 暗色真巨口魚
暗色真巨口魚（学名：Eustomias obscurus）为輻鰭魚綱巨口鱼目巨口鱼科的其中一種。分布於大西洋海域，為深海魚類，棲息深度20-1900公尺，體長可達22.5公分。

## 扩展阅读
維基物種上的相關：暗色真巨口魚